# Magerifelis
Magerifelis es un género extinto de mamífero carnívoro de la familia Felidae, con sólo una especie asignada, Magerifelis peignei. Fue descrito en 2024 a partir de siete fósiles del Mioceno medio de España y Francia.

## Historia y taxonomía
El fósil holotipo de Magerifelis peignei (con siglas 05/101/2/3622) es una hemimandíbula derecha completa. Fue hallado en las excavaciones de emergencia del yacimiento paleontológico de Príncipe Pío-2, en pleno centro de la ciudad de Madrid, España, durante las obras de construcción del Intercambiador de Transportes de Príncipe Pío realizadas en 2007. Previamente, este ejemplar fue asignado a otro género de félido en varios trabajos, Pseudaelurus sp.. Sin embargo, el primer artículo en el que se estudió en profundidad el que sería el holotipo de Magerifelis fue el trabajo de fin de máster del paleontólogo Jesús Gamarra, realizado en la Universidad Complutense de Madrid y supervisado por los doctores Manuel J. Salesa y Gema Siliceo del Museo Nacional de Ciencias Naturales (MNCN-CSIC) y Nuria García García de la Universidad Complutense de Madrid. Teniendo en cuenta que el género Pseudaelurus se trataba en realidad de un miembro primitivo de la subfamilia Machairodontinae (félidos dientes de sable) y viendo que el fósil pertenecía indudablemente a la subfamilia Felinae, en este trabajo se le reasignó como perteneciente al género de felino primitivo Styriofelis turnauensis. Además, encontraron un estrecho parecido con varias hemimandíbulas de los yacimientos franceses de Artenay y Bézian Posteriormente, este trabajo de fin de máster fue llevado al congreso de la Palaeontological Association británica en 2021, donde fue por primera vez mostrado públicamente. Ya en 2024, este mismo grupo de investigadores, tras un estudio minucioso, finalmente describió y nombró el nuevo género y especie Magerifelis peignei, publicado en la revista Journal of Vertebrate Paleontology. Las hemimandíbulas de Artenay y Bézian fueron incluidas como especímenes referidos.
El nombre genérico Magerifelis es una combinación de la palabra "Magerit", el nombre árabe que tuvo Madrid durante la época musulmana, y la palabra latina felis que significa "gato". El nombre específico peignei es en honor al fallecido paleontólogo francés Stéphane Peigné, un especialista en carnívoros fósiles y antiguo compañero de los autores del MNCN-CSIC que lo describieron.

## Clasificación
Salesa et al. incluyeron a Magerifelis dentro de la subfamilia Felinae, dentro de la familia Felidae del orden Carnivora. Si bien su morfología es primitiva, se encuentra situado en un clado más derivado que otras especies basales: 
|  | Caracal aurata   |
|  |                  |
|  | Felis silvestris |
|  |                  |

|  | Pristifelis attica |
|  |                    |
|  | Felis lybica       |
|  |                    |

|  | Caracal aurata   |
|  |                  |
|  | Felis silvestris |
|  |                  |

|  | Pristifelis attica |
|  |                    |
|  | Felis lybica       |
|  |                    |

|  | Caracal aurata   |
|  |                  |
|  | Felis silvestris |
|  |                  |

|  | Pristifelis attica |
|  |                    |
|  | Felis lybica       |
|  |                    |

|  | Caracal aurata   |
|  |                  |
|  | Felis silvestris |
|  |                  |

|  | Pristifelis attica |
|  |                    |
|  | Felis lybica       |
|  |                    |

|  | Caracal aurata   |
|  |                  |
|  | Felis silvestris |
|  |                  |

|  | Pristifelis attica |
|  |                    |
|  | Felis lybica       |
|  |                    |

|  | Caracal aurata   |
|  |                  |
|  | Felis silvestris |
|  |                  |

|  | Pristifelis attica |
|  |                    |
|  | Felis lybica       |
|  |                    |

|  | Caracal aurata   |
|  |                  |
|  | Felis silvestris |
|  |                  |

|  | Pristifelis attica |
|  |                    |
|  | Felis lybica       |
|  |                    |

|  | Caracal aurata   |
|  |                  |
|  | Felis silvestris |
|  |                  |

|  | Pristifelis attica |
|  |                    |
|  | Felis lybica       |
|  |                    |

|  | Caracal aurata   |
|  |                  |
|  | Felis silvestris |
|  |                  |

|  | Pristifelis attica |
|  |                    |
|  | Felis lybica       |
|  |                    |

|  | Caracal aurata   |
|  |                  |
|  | Felis silvestris |
|  |                  |

|  | Pristifelis attica |
|  |                    |
|  | Felis lybica       |
|  |                    |

|  | Caracal aurata   |
|  |                  |
|  | Felis silvestris |
|  |                  |

|  | Pristifelis attica |
|  |                    |
|  | Felis lybica       |
|  |                    |

|  | Caracal aurata   |
|  |                  |
|  | Felis silvestris |
|  |                  |

|  | Pristifelis attica |
|  |                    |
|  | Felis lybica       |
|  |                    |

|  | Caracal aurata   |
|  |                  |
|  | Felis silvestris |
|  |                  |

|  | Pristifelis attica |
|  |                    |
|  | Felis lybica       |
|  |                    |

|  | Caracal aurata   |
|  |                  |
|  | Felis silvestris |
|  |                  |

|  | Pristifelis attica |
|  |                    |
|  | Felis lybica       |
|  |                    |

|  | Caracal aurata   |
|  |                  |
|  | Felis silvestris |
|  |                  |

|  | Pristifelis attica |
|  |                    |
|  | Felis lybica       |
|  |                    |

|  | Caracal aurata   |
|  |                  |
|  | Felis silvestris |
|  |                  |

|  | Pristifelis attica |
|  |                    |
|  | Felis lybica       |
|  |                    |

|  | Caracal aurata   |
|  |                  |
|  | Felis silvestris |
|  |                  |

|  | Pristifelis attica |
|  |                    |
|  | Felis lybica       |
|  |                    |

|  | Caracal aurata   |
|  |                  |
|  | Felis silvestris |
|  |                  |

|  | Pristifelis attica |
|  |                    |
|  | Felis lybica       |
|  |                    |

|  | Caracal aurata   |
|  |                  |
|  | Felis silvestris |
|  |                  |

|  | Pristifelis attica |
|  |                    |
|  | Felis lybica       |
|  |                    |

|  | Caracal aurata   |
|  |                  |
|  | Felis silvestris |
|  |                  |

|  | Pristifelis attica |
|  |                    |
|  | Felis lybica       |
|  |                    |

|  | Caracal aurata   |
|  |                  |
|  | Felis silvestris |
|  |                  |

|  | Pristifelis attica |
|  |                    |
|  | Felis lybica       |
|  |                    |

|  | Caracal aurata   |
|  |                  |
|  | Felis silvestris |
|  |                  |

|  | Pristifelis attica |
|  |                    |
|  | Felis lybica       |
|  |                    |

|  | Caracal aurata   |
|  |                  |
|  | Felis silvestris |
|  |                  |

|  | Pristifelis attica |
|  |                    |
|  | Felis lybica       |
|  |                    |

|  | Caracal aurata   |
|  |                  |
|  | Felis silvestris |
|  |                  |

|  | Pristifelis attica |
|  |                    |
|  | Felis lybica       |
|  |                    |

|  | Caracal aurata   |
|  |                  |
|  | Felis silvestris |
|  |                  |

|  | Pristifelis attica |
|  |                    |
|  | Felis lybica       |
|  |                    |

|  | Caracal aurata   |
|  |                  |
|  | Felis silvestris |
|  |                  |

|  | Pristifelis attica |
|  |                    |
|  | Felis lybica       |
|  |                    |

|  | Caracal aurata   |
|  |                  |
|  | Felis silvestris |
|  |                  |

|  | Pristifelis attica |
|  |                    |
|  | Felis lybica       |
|  |                    |

|  | Caracal aurata   |
|  |                  |
|  | Felis silvestris |
|  |                  |

|  | Pristifelis attica |
|  |                    |
|  | Felis lybica       |
|  |                    |

|  | Caracal aurata   |
|  |                  |
|  | Felis silvestris |
|  |                  |

|  | Pristifelis attica |
|  |                    |
|  | Felis lybica       |
|  |                    |

|  | Caracal aurata   |
|  |                  |
|  | Felis silvestris |
|  |                  |

|  | Pristifelis attica |
|  |                    |
|  | Felis lybica       |
|  |                    |

|  | Caracal aurata   |
|  |                  |
|  | Felis silvestris |
|  |                  |

|  | Pristifelis attica |
|  |                    |
|  | Felis lybica       |
|  |                    |

|  | Caracal aurata   |
|  |                  |
|  | Felis silvestris |
|  |                  |

|  | Pristifelis attica |
|  |                    |
|  | Felis lybica       |
|  |                    |

|  | Caracal aurata   |
|  |                  |
|  | Felis silvestris |
|  |                  |

|  | Pristifelis attica |
|  |                    |
|  | Felis lybica       |
|  |                    |

|  | Caracal aurata   |
|  |                  |
|  | Felis silvestris |
|  |                  |

|  | Pristifelis attica |
|  |                    |
|  | Felis lybica       |
|  |                    |

|  | Caracal aurata   |
|  |                  |
|  | Felis silvestris |
|  |                  |

|  | Pristifelis attica |
|  |                    |
|  | Felis lybica       |
|  |                    |

|  | Caracal aurata   |
|  |                  |
|  | Felis silvestris |
|  |                  |

|  | Pristifelis attica |
|  |                    |
|  | Felis lybica       |
|  |                    |

|  | Caracal aurata   |
|  |                  |
|  | Felis silvestris |
|  |                  |

|  | Pristifelis attica |
|  |                    |
|  | Felis lybica       |
|  |                    |

|  | Caracal aurata   |
|  |                  |
|  | Felis silvestris |
|  |                  |

|  | Pristifelis attica |
|  |                    |
|  | Felis lybica       |
|  |                    |

|  | Caracal aurata   |
|  |                  |
|  | Felis silvestris |
|  |                  |

|  | Pristifelis attica |
|  |                    |
|  | Felis lybica       |
|  |                    |

|  | Caracal aurata   |
|  |                  |
|  | Felis silvestris |
|  |                  |

|  | Pristifelis attica |
|  |                    |
|  | Felis lybica       |
|  |                    |

|  | Caracal aurata   |
|  |                  |
|  | Felis silvestris |
|  |                  |

|  | Pristifelis attica |
|  |                    |
|  | Felis lybica       |
|  |                    |

|  | Caracal aurata   |
|  |                  |
|  | Felis silvestris |
|  |                  |

|  | Pristifelis attica |
|  |                    |
|  | Felis lybica       |
|  |                    |

|  | Caracal aurata   |
|  |                  |
|  | Felis silvestris |
|  |                  |

|  | Pristifelis attica |
|  |                    |
|  | Felis lybica       |
|  |                    |

|  | Caracal aurata   |
|  |                  |
|  | Felis silvestris |
|  |                  |

|  | Pristifelis attica |
|  |                    |
|  | Felis lybica       |
|  |                    |

|  | Caracal aurata   |
|  |                  |
|  | Felis silvestris |
|  |                  |

|  | Pristifelis attica |
|  |                    |
|  | Felis lybica       |
|  |                    |

|  | Caracal aurata   |
|  |                  |
|  | Felis silvestris |
|  |                  |

|  | Pristifelis attica |
|  |                    |
|  | Felis lybica       |
|  |                    |

|  | Caracal aurata   |
|  |                  |
|  | Felis silvestris |
|  |                  |

|  | Pristifelis attica |
|  |                    |
|  | Felis lybica       |
|  |                    |

|  | Caracal aurata   |
|  |                  |
|  | Felis silvestris |
|  |                  |

|  | Pristifelis attica |
|  |                    |
|  | Felis lybica       |
|  |                    |

|  | Caracal aurata   |
|  |                  |
|  | Felis silvestris |
|  |                  |

|  | Pristifelis attica |
|  |                    |
|  | Felis lybica       |
|  |                    |

|  | Caracal aurata   |
|  |                  |
|  | Felis silvestris |
|  |                  |

|  | Pristifelis attica |
|  |                    |
|  | Felis lybica       |
|  |                    |

|  | Caracal aurata   |
|  |                  |
|  | Felis silvestris |
|  |                  |

|  | Pristifelis attica |
|  |                    |
|  | Felis lybica       |
|  |                    |

|  | Caracal aurata   |
|  |                  |
|  | Felis silvestris |
|  |                  |

|  | Pristifelis attica |
|  |                    |
|  | Felis lybica       |
|  |                    |

|  | Caracal aurata   |
|  |                  |
|  | Felis silvestris |
|  |                  |

|  | Pristifelis attica |
|  |                    |
|  | Felis lybica       |
|  |                    |

|  | Caracal aurata   |
|  |                  |
|  | Felis silvestris |
|  |                  |

|  | Pristifelis attica |
|  |                    |
|  | Felis lybica       |
|  |                    |

|  | Caracal aurata   |
|  |                  |
|  | Felis silvestris |
|  |                  |

|  | Pristifelis attica |
|  |                    |
|  | Felis lybica       |
|  |                    |

|  | Caracal aurata   |
|  |                  |
|  | Felis silvestris |
|  |                  |

|  | Pristifelis attica |
|  |                    |
|  | Felis lybica       |
|  |                    |

|  | Caracal aurata   |
|  |                  |
|  | Felis silvestris |
|  |                  |

|  | Pristifelis attica |
|  |                    |
|  | Felis lybica       |
|  |                    |

|  | Caracal aurata   |
|  |                  |
|  | Felis silvestris |
|  |                  |

|  | Pristifelis attica |
|  |                    |
|  | Felis lybica       |
|  |                    |

|  | Caracal aurata   |
|  |                  |
|  | Felis silvestris |
|  |                  |

|  | Pristifelis attica |
|  |                    |
|  | Felis lybica       |
|  |                    |

|  | Caracal aurata   |
|  |                  |
|  | Felis silvestris |
|  |                  |

|  | Pristifelis attica |
|  |                    |
|  | Felis lybica       |
|  |                    |

|  | Caracal aurata   |
|  |                  |
|  | Felis silvestris |
|  |                  |

|  | Pristifelis attica |
|  |                    |
|  | Felis lybica       |
|  |                    |

|  | Caracal aurata   |
|  |                  |
|  | Felis silvestris |
|  |                  |

|  | Pristifelis attica |
|  |                    |
|  | Felis lybica       |
|  |                    |

|  | Caracal aurata   |
|  |                  |
|  | Felis silvestris |
|  |                  |

|  | Pristifelis attica |
|  |                    |
|  | Felis lybica       |
|  |                    |

|  | Caracal aurata   |
|  |                  |
|  | Felis silvestris |
|  |                  |

|  | Pristifelis attica |
|  |                    |
|  | Felis lybica       |
|  |                    |

|  | Caracal aurata   |
|  |                  |
|  | Felis silvestris |
|  |                  |

|  | Pristifelis attica |
|  |                    |
|  | Felis lybica       |
|  |                    |

|  | Caracal aurata   |
|  |                  |
|  | Felis silvestris |
|  |                  |

|  | Pristifelis attica |
|  |                    |
|  | Felis lybica       |
|  |                    |

|  | Caracal aurata   |
|  |                  |
|  | Felis silvestris |
|  |                  |

|  | Pristifelis attica |
|  |                    |
|  | Felis lybica       |
|  |                    |

|  | Caracal aurata   |
|  |                  |
|  | Felis silvestris |
|  |                  |

|  | Pristifelis attica |
|  |                    |
|  | Felis lybica       |
|  |                    |

|  | Caracal aurata   |
|  |                  |
|  | Felis silvestris |
|  |                  |

|  | Pristifelis attica |
|  |                    |
|  | Felis lybica       |
|  |                    |

|  | Caracal aurata   |
|  |                  |
|  | Felis silvestris |
|  |                  |

|  | Pristifelis attica |
|  |                    |
|  | Felis lybica       |
|  |                    |

|  | Caracal aurata   |
|  |                  |
|  | Felis silvestris |
|  |                  |

|  | Pristifelis attica |
|  |                    |
|  | Felis lybica       |
|  |                    |

|  | Caracal aurata   |
|  |                  |
|  | Felis silvestris |
|  |                  |

|  | Pristifelis attica |
|  |                    |
|  | Felis lybica       |
|  |                    |

|  | Caracal aurata   |
|  |                  |
|  | Felis silvestris |
|  |                  |

|  | Pristifelis attica |
|  |                    |
|  | Felis lybica       |
|  |                    |

|  | Caracal aurata   |
|  |                  |
|  | Felis silvestris |
|  |                  |

|  | Pristifelis attica |
|  |                    |
|  | Felis lybica       |
|  |                    |

|  | Caracal aurata   |
|  |                  |
|  | Felis silvestris |
|  |                  |

|  | Pristifelis attica |
|  |                    |
|  | Felis lybica       |
|  |                    |

|  | Caracal aurata   |
|  |                  |
|  | Felis silvestris |
|  |                  |

|  | Pristifelis attica |
|  |                    |
|  | Felis lybica       |
|  |                    |

|  | Caracal aurata   |
|  |                  |
|  | Felis silvestris |
|  |                  |

|  | Pristifelis attica |
|  |                    |
|  | Felis lybica       |
|  |                    |

|  | Caracal aurata   |
|  |                  |
|  | Felis silvestris |
|  |                  |

|  | Pristifelis attica |
|  |                    |
|  | Felis lybica       |
|  |                    |

|  | Caracal aurata   |
|  |                  |
|  | Felis silvestris |
|  |                  |

|  | Pristifelis attica |
|  |                    |
|  | Felis lybica       |
|  |                    |

|  | Caracal aurata   |
|  |                  |
|  | Felis silvestris |
|  |                  |

|  | Pristifelis attica |
|  |                    |
|  | Felis lybica       |
|  |                    |

|  | Caracal aurata   |
|  |                  |
|  | Felis silvestris |
|  |                  |

|  | Pristifelis attica |
|  |                    |
|  | Felis lybica       |
|  |                    |

|  | Caracal aurata   |
|  |                  |
|  | Felis silvestris |
|  |                  |

|  | Pristifelis attica |
|  |                    |
|  | Felis lybica       |
|  |                    |

|  | Caracal aurata   |
|  |                  |
|  | Felis silvestris |
|  |                  |

|  | Pristifelis attica |
|  |                    |
|  | Felis lybica       |
|  |                    |

|  | Caracal aurata   |
|  |                  |
|  | Felis silvestris |
|  |                  |

|  | Pristifelis attica |
|  |                    |
|  | Felis lybica       |
|  |                    |

|  | Caracal aurata   |
|  |                  |
|  | Felis silvestris |
|  |                  |

|  | Pristifelis attica |
|  |                    |
|  | Felis lybica       |
|  |                    |

|  | Caracal aurata   |
|  |                  |
|  | Felis silvestris |
|  |                  |

|  | Pristifelis attica |
|  |                    |
|  | Felis lybica       |
|  |                    |

|  | Caracal aurata   |
|  |                  |
|  | Felis silvestris |
|  |                  |

|  | Pristifelis attica |
|  |                    |
|  | Felis lybica       |
|  |                    |

|  | Caracal aurata   |
|  |                  |
|  | Felis silvestris |
|  |                  |

|  | Pristifelis attica |
|  |                    |
|  | Felis lybica       |
|  |                    |

|  | Caracal aurata   |
|  |                  |
|  | Felis silvestris |
|  |                  |

|  | Pristifelis attica |
|  |                    |
|  | Felis lybica       |
|  |                    |

|  | Caracal aurata   |
|  |                  |
|  | Felis silvestris |
|  |                  |

|  | Pristifelis attica |
|  |                    |
|  | Felis lybica       |
|  |                    |

|  | Caracal aurata   |
|  |                  |
|  | Felis silvestris |
|  |                  |

|  | Pristifelis attica |
|  |                    |
|  | Felis lybica       |
|  |                    |

|  | Caracal aurata   |
|  |                  |
|  | Felis silvestris |
|  |                  |

|  | Pristifelis attica |
|  |                    |
|  | Felis lybica       |
|  |                    |

|  | Caracal aurata   |
|  |                  |
|  | Felis silvestris |
|  |                  |

|  | Pristifelis attica |
|  |                    |
|  | Felis lybica       |
|  |                    |

|  | Caracal aurata   |
|  |                  |
|  | Felis silvestris |
|  |                  |

|  | Pristifelis attica |
|  |                    |
|  | Felis lybica       |
|  |                    |

|  | Caracal aurata   |
|  |                  |
|  | Felis silvestris |
|  |                  |

|  | Pristifelis attica |
|  |                    |
|  | Felis lybica       |
|  |                    |

|  | Caracal aurata   |
|  |                  |
|  | Felis silvestris |
|  |                  |

|  | Pristifelis attica |
|  |                    |
|  | Felis lybica       |
|  |                    |

|  | Caracal aurata   |
|  |                  |
|  | Felis silvestris |
|  |                  |

|  | Pristifelis attica |
|  |                    |
|  | Felis lybica       |
|  |                    |

|  | Caracal aurata   |
|  |                  |
|  | Felis silvestris |
|  |                  |

|  | Pristifelis attica |
|  |                    |
|  | Felis lybica       |
|  |                    |

|  | Caracal aurata   |
|  |                  |
|  | Felis silvestris |
|  |                  |

|  | Pristifelis attica |
|  |                    |
|  | Felis lybica       |
|  |                    |

|  | Caracal aurata   |
|  |                  |
|  | Felis silvestris |
|  |                  |

|  | Pristifelis attica |
|  |                    |
|  | Felis lybica       |
|  |                    |

|  | Caracal aurata   |
|  |                  |
|  | Felis silvestris |
|  |                  |

|  | Pristifelis attica |
|  |                    |
|  | Felis lybica       |
|  |                    |

|  | Caracal aurata   |
|  |                  |
|  | Felis silvestris |
|  |                  |

|  | Pristifelis attica |
|  |                    |
|  | Felis lybica       |
|  |                    |

|  | Caracal aurata   |
|  |                  |
|  | Felis silvestris |
|  |                  |

|  | Pristifelis attica |
|  |                    |
|  | Felis lybica       |
|  |                    |

|  | Caracal aurata   |
|  |                  |
|  | Felis silvestris |
|  |                  |

|  | Pristifelis attica |
|  |                    |
|  | Felis lybica       |
|  |                    |

|  | Caracal aurata   |
|  |                  |
|  | Felis silvestris |
|  |                  |

|  | Pristifelis attica |
|  |                    |
|  | Felis lybica       |
|  |                    |

|  | Caracal aurata   |
|  |                  |
|  | Felis silvestris |
|  |                  |

|  | Pristifelis attica |
|  |                    |
|  | Felis lybica       |
|  |                    |

|  | Caracal aurata   |
|  |                  |
|  | Felis silvestris |
|  |                  |

|  | Pristifelis attica |
|  |                    |
|  | Felis lybica       |
|  |                    |

|  | Caracal aurata   |
|  |                  |
|  | Felis silvestris |
|  |                  |

|  | Pristifelis attica |
|  |                    |
|  | Felis lybica       |
|  |                    |

|  | Caracal aurata   |
|  |                  |
|  | Felis silvestris |
|  |                  |

|  | Pristifelis attica |
|  |                    |
|  | Felis lybica       |
|  |                    |

|  | Caracal aurata   |
|  |                  |
|  | Felis silvestris |
|  |                  |

|  | Pristifelis attica |
|  |                    |
|  | Felis lybica       |
|  |                    |

|  | Caracal aurata   |
|  |                  |
|  | Felis silvestris |
|  |                  |

|  | Pristifelis attica |
|  |                    |
|  | Felis lybica       |
|  |                    |

|  | Caracal aurata   |
|  |                  |
|  | Felis silvestris |
|  |                  |

|  | Pristifelis attica |
|  |                    |
|  | Felis lybica       |
|  |                    |

|  | Caracal aurata   |
|  |                  |
|  | Felis silvestris |
|  |                  |

|  | Pristifelis attica |
|  |                    |
|  | Felis lybica       |
|  |                    |

|  | Caracal aurata   |
|  |                  |
|  | Felis silvestris |
|  |                  |

|  | Pristifelis attica |
|  |                    |
|  | Felis lybica       |
|  |                    |

|  | Caracal aurata   |
|  |                  |
|  | Felis silvestris |
|  |                  |

|  | Pristifelis attica |
|  |                    |
|  | Felis lybica       |
|  |                    |

|  | Caracal aurata   |
|  |                  |
|  | Felis silvestris |
|  |                  |

|  | Pristifelis attica |
|  |                    |
|  | Felis lybica       |
|  |                    |

|  | Caracal aurata   |
|  |                  |
|  | Felis silvestris |
|  |                  |

|  | Pristifelis attica |
|  |                    |
|  | Felis lybica       |
|  |                    |

|  | Caracal aurata   |
|  |                  |
|  | Felis silvestris |
|  |                  |

|  | Pristifelis attica |
|  |                    |
|  | Felis lybica       |
|  |                    |

|  | Caracal aurata   |
|  |                  |
|  | Felis silvestris |
|  |                  |

|  | Pristifelis attica |
|  |                    |
|  | Felis lybica       |
|  |                    |

|  | Caracal aurata   |
|  |                  |
|  | Felis silvestris |
|  |                  |

|  | Pristifelis attica |
|  |                    |
|  | Felis lybica       |
|  |                    |

|  | Caracal aurata   |
|  |                  |
|  | Felis silvestris |
|  |                  |

|  | Pristifelis attica |
|  |                    |
|  | Felis lybica       |
|  |                    |

|  | Caracal aurata   |
|  |                  |
|  | Felis silvestris |
|  |                  |

|  | Pristifelis attica |
|  |                    |
|  | Felis lybica       |
|  |                    |

|  | Caracal aurata   |
|  |                  |
|  | Felis silvestris |
|  |                  |

|  | Pristifelis attica |
|  |                    |
|  | Felis lybica       |
|  |                    |

|  | Caracal aurata   |
|  |                  |
|  | Felis silvestris |
|  |                  |

|  | Pristifelis attica |
|  |                    |
|  | Felis lybica       |
|  |                    |

|  | Caracal aurata   |
|  |                  |
|  | Felis silvestris |
|  |                  |

|  | Pristifelis attica |
|  |                    |
|  | Felis lybica       |
|  |                    |

|  | Caracal aurata   |
|  |                  |
|  | Felis silvestris |
|  |                  |

|  | Pristifelis attica |
|  |                    |
|  | Felis lybica       |
|  |                    |

|  | Caracal aurata   |
|  |                  |
|  | Felis silvestris |
|  |                  |

|  | Pristifelis attica |
|  |                    |
|  | Felis lybica       |
|  |                    |

|  | Caracal aurata   |
|  |                  |
|  | Felis silvestris |
|  |                  |

|  | Pristifelis attica |
|  |                    |
|  | Felis lybica       |
|  |                    |

## Descripción
Magerifelis vivió en la zona donde hoy en día se sitúa el centro de la actual ciudad de Madrid hace alrededor de 15,5 millones de años, en el Mioceno Medio. Todos los fósiles conocidos de Magerifelis son hemimandíbulas, y carecen de la dentición completa. De entre todos ellos, el fósil holotipo es lel ejemplar mejor preservado y más completo, con toda su mandíbula preservada y poco fracturada: tenía tres pequeños incisivos (únicamente presentes sus alveolos), un canino inferior relativamente pequeño pero robusto, un tercer y cuarto premolar ligeramente redondeados, un primer molar o carnicera de mayor tamaño y más afilada, y, uno de los caracteres más diagnósticos, la presencia de un segundo molar muy reducido y simple. Este segundo molar es característico de los félidos más primitivos, como el género Proailurus, donde el segundo molar era ligeramente mayor y más primitivo en su morfología. De hecho, el género Magerifelis es el último félido en el registro fósil con presencia de este segundo molar, desapareciendo en félidos contemporáneos con él como Styriofelis o Miopanthera. 
En cuanto a la morfología de la mandíbula, el holotipo está en tan excelente estado de preservación que conserva intactos todos sus elementos: su cuerpo mandibular es alto y robusto, mientras que su proceso coronoides era corto, todo ello comparado con otros félidos de talla similar. La rama mandibular tenía una profunda fosa masetérica y terminaba en su parte inferior en un reborde agudo y proyectado, donde se insertaba un potente músculo masetero.

## Paleobiología
Según su holotipo, se estimó que Magerifelis peignei pesaba alrededor de 7,61 kilogramos, aproximadamente como una hembra de lince rojo, serval o caracal, y ligeramente mayor que un lince ibérico.

Al igual que estos felinos actuales, de un peso estimado aproximado y un tamaño mandibular similar, Magerifelis probablemente pudo alimentarse de una amplia gama de roedores, aves, lagomorfos y pequeños mustélidos, los cuales han sido registrados en el yacimiento de Príncipe Pío. No obstante, la gran robustez de su mandíbula pudo indicar que contó con unos músculos más desarrollados en comparación con felinos de tamaño similar. Además, la mayor altura del cuerpo mandibular es, entre otros factores, un indicador de las preferencias por grandes presas en félidos y la presencia de potentes fuerzas verticales en la mandíbula a la hora de la mordida. Esto pudo darle acceso a presas de mayor tamaño que las anteriormente mencionadas, como algunos artiodáctilos y carnívoros pequeños, con los que también coexistió en las sabanas miocenas de Madrid. 

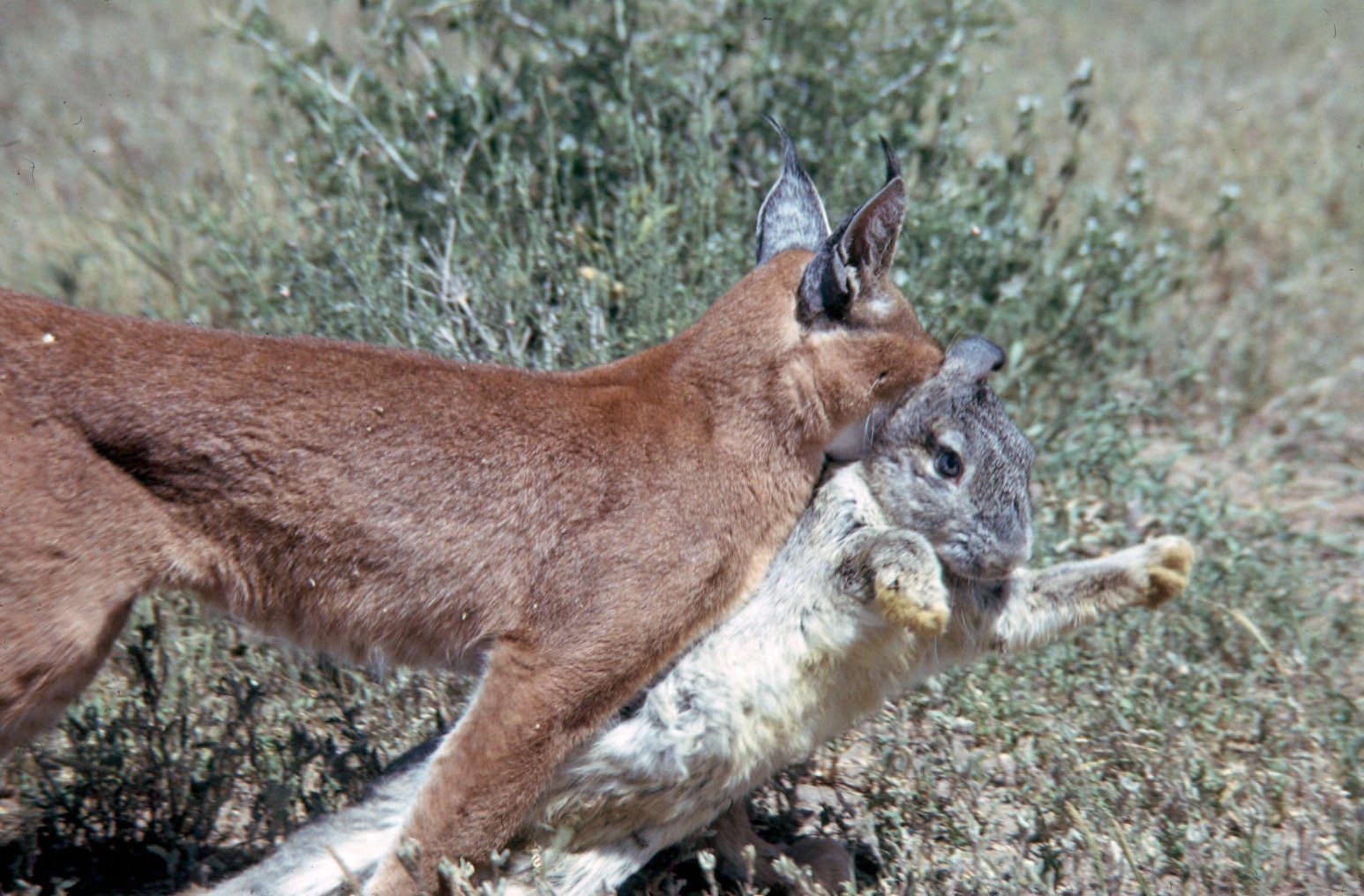
Un caracal depredando un conejo. Se cree que Magerifelis pudo tener un rango de presas similar.

Al igual que en Styriofelis, se desconoce por completo el esqueleto postcraneal de Magerifelis. Varios estudios indican para el mejor conocido Miopanthera una anatomía intermedia entre félidos primitivos, mucho más ligados a un estilo de vida arbóreo, y los félidos recientes, con adaptaciones a una locomoción terrestre. Sin embargo, se cree que Styriofelis, al ser más primitivo, pudo tener un modo de vida más arbóreo que Miopanthera y Pseudaelurus, algo que pudo igualmente ocurrir en Magerifelis. De todas formas, los primeros félidos vivieron a la sombra de grandes depredadores, como el barburofélido Sansanosmilus o los hemiciónidos, depredadores que dominaron las faunas de carnívoros del Mioceno medio. Seguramente, Magerifelis pudo evitar encuentros directos con estos grandes carnívoros ocupando las áreas arboladas del ecosistema, las cuales pudieron darle refugio y le permitieron acechar a sus presas. Al igual que en caracales y linces ibéricos, Magerifelis pudo desarrollar una estrategia de caza consistente en la sofocación de la presa tras uno o varios mordiscos aplicados en la garganta. De esta forma, el mayor desarrollo de unos potentes músculos maseteros podrían haber ofrecido a Magerifelis la fuerza necesaria para cometer una muerte rápida de la presa, alejarla de los depredadores y, posiblemente, subirla a los árboles para alimentarse de manera segura.